# توماس دی روس، نهمین بارون دی روس
توماس دی روس، نهمین بارون دی روس (انگلیسی: Thomas de Ros, 9th Baron de Ros؛ ۹ سپتامبر ۱۴۲۷ – ۱۷ مه ۱۴۶۴ (aged 36)). در طول دوران جنگ داخلی مشهور به جنگ رزها، پیرو خاندان لنکستر بود. وی متولد ۹ سپتامبر سال ۱۴۲۷ میلادی و فرزند ارشد توماس دی راس، هشتمین بارون دی راس بود. مادر او النور بیچمپ، دختر ریچارد بیچمپ سیزدهمین ارل واریک بود.